# La Buveuse d'absinthe
La Buveuse d’absinthe (en néerlandais : De absintdrinkster) est un tableau du peintre ostendais Léon Spilliaert. L’œuvre, influencée par le symbolisme, a été peinte pendant la période la plus créative de sa carrière, entre 1899 et 1912,.

## Histoire
Revenu à Ostende, sa ville natale, en 1904, après un bref séjour à Paris, Spilliaert réalise sa célèbre série de quinze autoportraits.
En 1907, Spilliaert peint La buveuse d’absinthe qui se rattache stylistiquement à cette série d’autoportraits.
En 2015, le Fonds du patrimoine de la Fondation Roi-Baudouin a acquis le tableau lors d’une vente chez Sotheby's à Paris pour un montant de 483 000 euros,,.
Le tableau a été mis en dépôt au Musée des beaux-arts de Gand,,.

## Description
Le tableau représente une jeune mondaine qui s’encanaille la nuit venue. Elle est peinte de face, de façon que le spectateur puisse bien voir les conséquences destructrices de son alcoolisme. La physionomie du visage est fortement stylisée et fait surtout ressortir les pupilles noires profondément enfoncées dans les cavités oculaires. Le sujet occupe pratiquement tout l’espace pictural, sans référence à l’environnement dans lequel il est assis. L’absinthe proprement dite n’est pas montrée à l’image.
Le tableau a été réalisé au moyen de différentes techniques, notamment l’aquarelle, l’encre de Chine et le crayon de couleur sur papier.